# Akawaio jezik
Akawaio jezik (acawai, acewaio, akawai, acawayo, acahuayo, akawaio; ISO 639-3: ake), jezik Akawai Indijanaca kojim govori oko 5 350 ljudi u Gvajani, Brazilu i Venezueli. Većina govornika je u Gvajani 4 500; 2002 SIL), a ostali u Brazilskoj Roraimi (670; 1997 ISA) i Venezueli (180; 2001 popis).
Srodni su mu macushi [mbc] i pemon [aoc]. Nazivi waicá ili waika i ingariko koji se koriste kao sinonimi, posebna su plemenska imena.
Akawaio je jedan od tri jezika podskupine kapon, sjevernokaripske skupine karipskih jezika.

## Glasovi
23: p "t k b "d g "s "z m "n "rr j w i "e a "o u i_ "@ ai au Oi

## Akawai rječnik
- peepeh  …baka  /  avó / abuela / grandmother
- sayowa  ...brat  /  irmão / hermano / brother
- tamoh  …djed  /  avô / abuelo / grandfather
- tampoco  …starac  /  ancião / anciano / old man
- waapoh  …teta /   tia / tía / aunt
- wabotorey  …starica /   anciã / anciana / old woman
- watu  …vatra /  fogo / fuego / fire
- weuow  …čovjek /  homem / hombre / man
- yaahooh  …ujak /  tio / tío / uncle
- yemooricoh  …djevojka /  moça / chica / girl
- yeynutey  …sestra /  irmã / hermana / sister[3]

## Vanjske poveznice
- Akawaio (14th)
- Akawaio (15th)